# Equació de cinquè grau

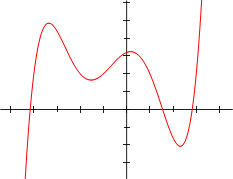
Gràfic d'un polinomi de cinquè grau, amb 4 punts crítics.

En matemàtiques, una equació de cinquè grau, també coneguda com a equació quíntica és una equació polinòmica de grau cinc. La seva forma general és:
{\displaystyle ax^{5}+bx^{4}+cx^{3}+dx^{2}+ex+f=0\,}
ón {\displaystyle a,b,c,d,e,f} són membres d'un cos, (típicament els nombres racionals, els nombres reals o els nombres complexos), i {\displaystyle a\neq 0}.
La derivada d'una funció quíntica és una equació quàrtica.

## Arrels d'una equació quíntica
Trobar les arrels d'un polinomi — els valors de {\displaystyle x} que satisfan l'equació — donats els seus coeficients ha estat un problema matemàtic prominent.
Resoldre equacions lineals, quadràtiques, cúbiques i quàrtiques mitjançant la seva factorització en radicals és relativament simple, existint fins i tot fórmules que porten directament a la solució. Tot i això, no existeix cap fórmula que permeti solucionar l'equació quíntica general en termes radicals. Això es coneix com el teorema d'Abel-Ruffini, publicat l'any 1824, i que va ser una de les primeres aplicacions de la teoria de grups a l'àlgebra. Aquest resultat també s'aplica en el cas d'equacions polinomials de major grau.
Des del punt de vista pràctic, les solucions analítiques (exactes) de les equacions polinomials són generalment innecessàries, existint mètodes numèrics com el mètode de Laguerre o el mètode de Jacobi-Traub, que solen ser els millors mètodes per trobar les arrels de polinomis de grau cinc i superior que sorgeixen en la pràctica. Tot i això, les solucions analítiques són útils de vegades per a certes aplicacions, i molts matemàtics han provat de desenvolupar-ne.

### Equacions quíntiques resolubles
Algunes equacions de cinquè grau es poden resoldre factoritzant en radicals, com per exemple {\displaystyle x^{5}-x^{4}-x+1=0}, que també es pot escriure com {\displaystyle (x^{2}+1)(x+1)(x-1)^{2}=0}. Altres quíntiques, com {\displaystyle x^{5}-x+1=0} no es poden factoritzar i resoldre d'aquesta manera. Évariste Galois va desenvolupar tècniques per determinar si una equació donada es podia resoldre per radicals, que van originar la teoria de Galois. Aquestes tècniques van ser aplicades per John Stuart Glashan, George Paxton Young, i Carl Runge l'any 1885 per trobar un criteri per tal de determinar si una quíntica donada era o no resoluble. Varen trobar que qualsevol quíntica resoluble irreductible en forma de Bring-Jerrard,
{\displaystyle x^{5}+ax+b=0}
ha de tenir la següent forma:
{\displaystyle x^{5}+{\frac {5\mu ^{4}(4\nu +3)}{\nu ^{2}+1}}x+{\frac {4\mu ^{5}(2\nu +1)(4\nu +3)}{\nu ^{2}+1}}=0}
on {\displaystyle \mu } i {\displaystyle \nu } són racionals. L'any 1994, Blair Spearman i Kenneth S. Williams van donar una alternativa,
{\displaystyle x^{5}+{\frac {5e^{4}(3-4c\epsilon )}{c^{2}+1}}x+{\frac {-4e^{5}(11\epsilon +2c)}{c^{2}+1}}=0}
per {\displaystyle \epsilon =\pm 1}. La relació entre les parametritzacions de 1885 i 1994 es poden veure definint l'expressió
{\displaystyle b=(4/5)\left(a+20+2{\sqrt {(20-a)(5+a)}}\right)}
on
{\displaystyle a={\frac {5(4v+3)}{v^{2}+1}}}
i usant el cas negatiu de l'arrel dona lloc, després de reescalar les variables, a la primera parametrització, mentre que el cas positiu porta a la segona, amb {\displaystyle \epsilon =-1}. És per tant condició necessària (però no suficient) que la quíntica resoluble irreductible 
{\displaystyle z^{5}+a\mu ^{4}z+b\mu ^{5}=0}
amb coeficients racionals satisfaci la corba quadràtica simple
{\displaystyle y^{2}=(20-a)(5+a)}
per a algun racional a, y.
Com que és possible transformar qualsevol quíntica a la forma de Bring-Jerrard mitjançant transformacions de Tschirnhaus aquestes dues parametritzacions són condició necessària i suficient per a decidir si una quíntica és o no resoluble per radicals.

### Exemples de quíntiques resolubles
Una quíntica és resoluble utilitzant radicals si el grup de Galois de la quíntica (que és un subgrup del grup simètric S(5) de permutacions d'un conjunt de cinc elements) és un grup resoluble. En aquest cas la forma de les solucions depèn de l'estructura d'aquest grup de Galois.
Un exemple simple és l'equació {\displaystyle x^{5}-5x^{4}-10x^{3}-10x^{2}-5x-1=0}, el grup de Galois de la qual és F(5), generat per les permutacions "(1 2 3 4 5)" i "(1 2 4 3)"; la seva única solució real és {\displaystyle x=1+{\sqrt[{5}]{2}}+{\sqrt[{5}]{4}}+{\sqrt[{5}]{8}}+{\sqrt[{5}]{16}}.}
Tot i així, per a altres grups de Galois resolubles, la forma de les arrels pot ser molt més complexa. Per exemple l'equació {\displaystyle x^{5}-5x+12} pertany al grup de Galois D(5) generat per "(1 2 3 4 5)" i "(1 4)(2 3)" i la seva solució requereix uns 600 símbols per tal de ser escrita.

## Més enllà dels radicals
Si el grup de Galois no és resoluble, aleshores el teorema d'Abel-Ruffini ens diu que per tal d'obtenir les arrels és necessari anar més enllà de l'aritmètica bàsica i les operacions d'extracció de radicals (la seva solució en aritmètica bàsica requeriria un nombre infinit de símbols). Cap al 1835, Jerrard demostrà que les quíntiques es podien solucionar mitjançant ultraradicals (també anomenats radicals de Bring), les arrels de {\displaystyle t^{5}+t-a} per a valors reals d'{\displaystyle a}.
El 1858 Charles Hermite va demostrar que el radical de Bring es podia caracteritzar en termes de funcions theta de Jacobi i les seves funcions el·líptiques modulars associades, de manera similar a tal com les equacions cúbiques es poden resoldre mitjançant funcions trigonomètriques. De forma quasi simultània Leopold Kronecker va desenvolupar una forma més simple de derivar el resultat d'Hermite usant la teoria de grups. Més tard Felix Klein mostrà un mètode particularment elegant que relaciona les simetries de l'icosaedre, la teoria de Galois i les funcions el·líptiques modulars que apareixen en la solució d'Hermite, i desenvolupà la seva pròpia solució en termes de funcions hipergeomètriques generalitzades.